# フィン

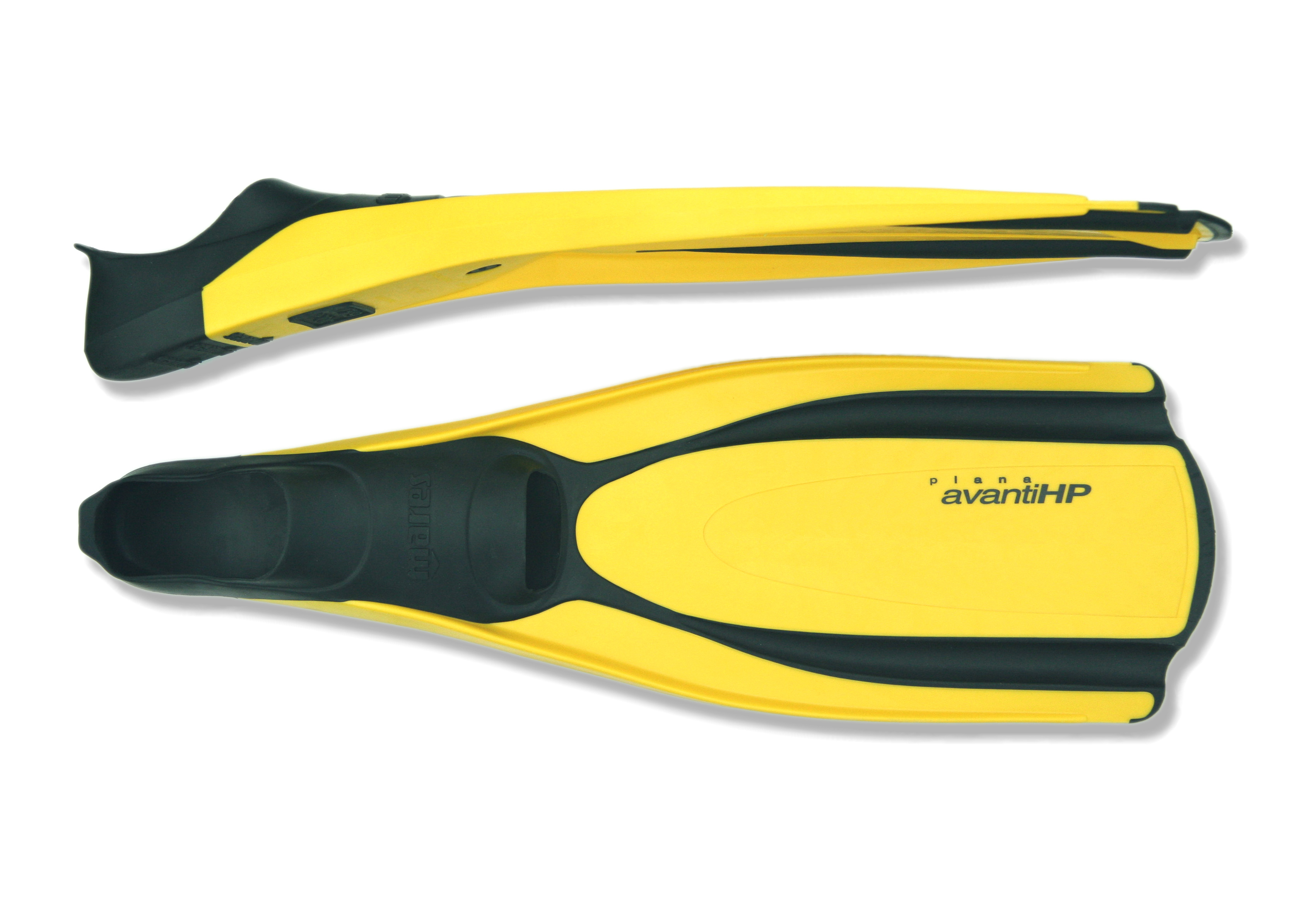
フィン（足ひれ）

フィン（swimfin）とは、スクーバダイビングやスキンダイビング、ボディボード、ビーフィンスイミングなどで使用する足に付けて推進力を得るための道具のことをいう。日本語では足ひれとも呼ばれる。

## 目的
人が泳ぐ時、足で水をかいて前に進むものであるが、この足ひれをつけることで、より強く水をかき分け、推進力を得られる。
また、バランスもとりやすくなる。

## 名称
- ブレート
- ベント
- キール
- ストラップ
- ブーツポケット

## 種類

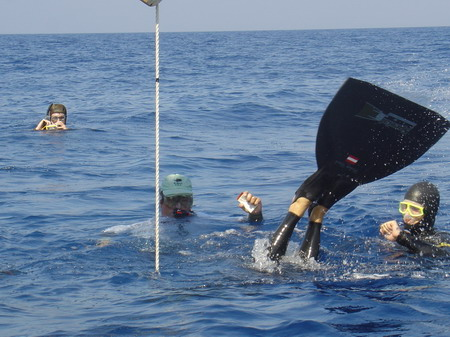
モノフィン

- モノフィン

### ボディボード用フィン
ボディボードではテイクオフ（波に乗ろうとする動作）の際に強く小刻みにバタ足をするため、ダイビング用やフィンスイミング用に比べて軽量で小型のボディボード用のフィンを使用する。そのボディボードの動作の特性から、長時間使用するとフィン擦れ（靴擦れのようにマメができたり皮が向けて出血する）を起こしたり、波の衝撃によってフィンが脱げて紛失することがある。そのようなことを防ぐための様々な道具がある。
- フィンソックス：フィン擦れ防止のために履く靴下。防寒用の分厚い生地のものもある。
- フィンテザース：フィンと足首とをつなぐ流れ止め。ひもタイプとベルトタイプがある。
- フィンパッド：フィンの踵部分に装着するパッド。踵部分のフィン擦れ防止になると同時に、足首のフィット感をきつめにしてフィンが足から外れにくくできるが、フィンテザースより紛失のリスクは上がる。